# Кабашкин, Игорь Владимирович
Игорь Владимирович Кабашкин (06.08.1954, Рига) — латвийский учёный в области инженерных и компьютерных наук — профессор, хабилитированный доктор инженерных наук, член-корреспондент Латвийской академии наук, один из основателей латвийского Института транспорта и связи.

## Биография
Родился в Риге 6 августа 1954 года. Окончил 21-ю Рижскую среднюю школу (1971, с золотой медалью) и факультет радиоэлектроники Рижского института инженеров гражданской авиации (РКИИГА) (1977, с отличием).
Работал в том же институте (1992—1999 государственный Рижский авиационный университет): исследователь, ассистент, доцент, руководитель кафедры технической эксплуатации авиационного и радиотехнического оборудования (1977—1991), заместитель декана факультета повышения квалификации (1989—1994), профессор (1992—1999), преподаватель кафедры технической эксплуатации авиационного оборудования, метрологии и стандартизации РАУ, первый проректор по научной и учебной работе (1994—1999).
После ликвидации государственного РАУ вместе с Евгением Копытовым стал инициатором создания нового вуза, который стал бы преемником Рижского авиационного университета. Для этого 6 сентября 1999 года было зарегистрировано акционерное общество «Рижский авиационный университет». Кабашкин провёл переговоры с банком Parex, получившим за долги РАУ девятиэтажное административное здание РКИИГА-РАУ, о предоставлении этого здания в аренду новому вузу, а затем и о его акционировании, в результате чего банк получил 92 % акций.
Вместе с Е. А. Копытовым разработал в рекордный срок (за 10 дней) 11 учебных программ (33 тома документов) для лицензирования нового вуза, в чём Министерство образования и науки Латвии не сделало никаких поблажек работникам ликвидированного им РАУ. Более того: оно запретило организаторам использовать название РАУ для акционерного общества, в результате вуз получил название Института транспорта и связи (Transportu un sakaru Institūts, сокращенно — TSI). При ликвидации РАУ государственные вузы забрали студентов-бюджетников вместе с причитающимся им финансированием, поэтому новый вуз мог рассчитывать только на платные программы и доверие студентов. А деньги, которые были уплачены за обучение в кассу РАУ до ликвидации, ликвидатор вернула Институту только через несколько лет.
И. В. Кабашкин и Е. А. Копытов смогли сохранить преподавательские кадры РКИИГА-РАУ и сами работали в созданном вузе. Игорь Владимирович стал профессором, проректором по науке и развитию, председателем правления, в 2005—2014 был президентом вуза, с 2014 года профессором.
Одновременно с 1997 года директор Института телематики и логистики.
В 1998 году избран членом-корреспондентом Латвийской академии наук по специальности «информатика».

## Научная деятельность
В 1981 году в Московском институте инженеров гражданской авиации защитил кандидатскую диссертацию, в 1992 году в Рижском авиационном университете — диссертацию на соискание ученой степени доктора технических наук на тему «Оптимизация методов эксплуатации многоканальных радиоцентров гражданской авиации».
С 1993 года, после прохождения процедуры нострификации учёных степеней, — хабилитированный доктор инженерных наук.
Сфера научных интересов: электроника, компьютерное и математическое моделирование, теория надежности, информационные технологии, интеллектуальные транспортные системы, системы управления воздушным движением, транспорт, логистика.
Сенатор и член правления Европейского совета по торговле (European Board of Trade, EBT), работает в следующих организациях:
- Европейская комиссия по сотрудничеству в научной и технической сферах COST (European Co-operation in the Field of Scientific and Technical Research);
- Технический комитет по транспорту (с 1999);
- Совместный Комитет по исследованиям в транспортной отрасли Организации экономического сотрудничества и развития и Европейской конференции министров транспорта (Joint OECD/ECMT Transport Research Committee);
- Европейский совет по торговле, глава контактной группы (2005, Head of Contact of the European Board of Trade).

Благодаря работе Кабашкина в европейских структурах, оценивающих научно-исследовательские проекты в транспортной сфере, он получил возможность из первых рук получать новейшую информацию и строить соответственно научную работу Института транспорта и связи, ставшего единственной научной организацией от Латвии, указанной в выпущенном Еврокомиссией сборнике «Transport Research in the European Research Area» в 2006 году.
Благодаря И. В. Кабашкину Институт транспорта и связи стал одним из учредителей Европейского инновационного агентства виртуального образования, предложив дистанционное обучение авиационным специальностям.
Автор более 300 научных публикаций, в том числе 25 учебных и учебно-методических изданий и 68 изобретений и патентов.

## Награды
- Заслуженный работник гражданской авиации СССР (1986)
- Заслуженный изобретатель Латвийской ССР (1989)
- Award for Innovative Excellence in Teaching, Learning and Technology, The Center for Advancement of Teaching and Learning. Jacksonville, Florida, USA, 1998
- Премия и памятная медаль за выдающиеся достижения в технике аэронавигации, связи и радиолокации целевой программы Латвийской академии наук, государственного предприятия. «Latvijas Gaisa Satiksme» и Латвийского фонда образования, 2001 год[5].
- Премия и памятная медаль за значимые исследования в компьютерных науках и информатике целевой программы Латвийской академии наук, АО «DATI» и Латвийского фонда образования, 2002 год[5].

## Патенты и изобретения
67 патентов, в том числе 66 советских.

### Авторские свидетельства СССР[5]
- Способы управления включением резервных радиостанций и устройства для их реализации (Nr. 1333086, 1402151, 1403859)
- Многоканальные резервированные центры (Nr. 886644, 1228322, 1255030, 1414164, 1457645, 1508821, 1526453, 1612981, 1653534)
- Устройства контроля радиостанций и многоканальных радиоцентров (Nr. 883801, 1095425, 1177955, 1198760, 1239646, 1392623, 1478158, 1478162, 1555683, 1626408, 1670793, 1734217)
- Многоканальные устройства переключения резерва (Nr. 886644, 942027, 1001846, 1005058, 1042024, 1043838, 1111264, 1120502, 1182524, 1184116, 1274609, 1281148, 1281149, 1295937, 1299346, 1365949, 1402150, 1402151, 1407291, 1445530, 1508820)
- Устройства диагностирования коллекторных машин (Nr. 1048458, 1164667, 1173361, 1182446, 1193610, 1197011, 1205020, 1367703, 1485132)
- Синхронные фильтры (Nr.1092707, 1116536, 1239623, 1354355, 1358067, 1430910, 1518880)
- Радиопеленгаторы, радиолокаторы (Nr. 1289216, 1500108, 1826839)

### Зарубежные патенты[5]
- Российский патент Nr 2025741, G01S 7/40, 1994. И. В. Кабашкин, Г. Г. Гатовка , А. С. Овечкин. Устройство контроля импульсного радиолокатора кругового обзора.
- A.Grakovski, I.Kabashkin, Y.Krasnitsky, I.Laksa, E.Petersons, A.Pilipovecs, V.Trhachov. Road vehicle weigh-in-motion method, system and apparatus. EP2878935(A1), 2015. G01G19/02